# Antoni Kamocki
Antoni Kamocki herbu Jelita – skarbnik (1785) i podstoli bielski, komornik ziemski rawski i deputat na Trybunał Główny Koronny w 1784 roku, poseł rawski na sejm grodzieński (1793), na którym został wyznaczony komisarzem do demarkacji granicy pruskiej. Należał do posłów, którzy chcieli zarobić na upadku Rzeczypospolitej. Był członkiem konfederacji grodzieńskiej 1793 roku.